# Persgärde naturreservat
Persgärde är ett naturreservat i Hällaryds socken i Karlshamns kommun i Blekinge.
Reservatet är skyddat sedan 1996 och omfattar 58 hektar. Området är beläget norr om Hällaryd och bildar tillsammans med naturreservaten Östra Kvallåkra och Kvallåkra ett stort sammanhängande naturskyddat naturskogsområde.
Naturreservatet är uppdelat i två skiften på ömse sidor om länsväg 631. Den södra delen vid Norra Öllesjön är sommartid betad. Den norra delen som når upp till Svartsjön består till stor del av äldre bok- och ekdominerad ädellövskog. Där finns gamla träd, högstubbar och lågor som bidrar till biologisk mångfald. Reservatet innefattar även en liten del av den lilla sjön Svartagyl.
Naturreservatet ingår i EU:s ekologiska nätverk, Natura 2000.